# Liocranium
Liocranium es un género de peces de la familia Tetrarogidae, del orden Scorpaeniformes. Este género marino fue descrito científicamente en 1903 por James Douglas Ogilby.

## Especies
Especies reconocidas del género:
- Liocranium pleurostigma (M. C. W. Weber, 1913)
- Liocranium praepositum J. D. Ogilby, 1903